# Lago Yellowstone
Il lago Yellowstone è un lago degli Stati Uniti d'America, si trova in Wyoming all'interno del Parco nazionale di Yellowstone, nella parte sud-orientale. 

## Descrizione
Questo lago, il maggiore del parco, misura 32 km di lunghezza e 23 km di larghezza e ricopre una superficie di 350 km². La metà meridionale del lago si trova all'interno della caldera di Yellowstone. 
È il più grande lago di montagna nel Nord America, posto ad un'altitudine di 2357 metri sul livello del mare.. A causa dell'altitudine, la temperatura dell'acqua è relativamente bassa in estate (15,6 °C in media). Il lago ghiaccia in inverno. La sua profondità massima è di 117 metri e 42 metri la media.
Alcune sorgenti termali sono state localizzate sul fondo del lago.
Il lago, alimentato da diversi torrenti,  è attraversato da sud a nord dal fiume Yellowstone, pertanto appartiene al bacino idrografico del fiume Missouri, affluente del Mississippi.
Sulle sponde del lago sorge il Lake Hotel.